# Puccinellia elata
Puccinellia elata là một loài thực vật có hoa trong họ Hòa thảo. Loài này được (Holmb.) Holmb. miêu tả khoa học đầu tiên năm 1916.